# 260724 Malherbe
260724 Malherbe è un asteroide della fascia principale. Scoperto nel 2005, presenta un'orbita caratterizzata da un semiasse maggiore pari a 2,4080552 UA e da un'eccentricità di 0,0975755, inclinata di 6,20630° rispetto all'eclittica.
L'asteroide è dedicato al poeta francese François de Malherbe.